# Lien Huyghebaert
Lien Huyghebaert, född 31 augusti 1982, är en friidrottare från Belgien. Hon deltog vid olympiska sommarspelen 2004.